# Дорена
Дорена (фр. Dorénaz) — громада  в Швейцарії в кантоні Вале, округ Сен-Моріс.

## Географія
Громада розташована на відстані близько 95 км на південь від Берна, 27 км на захід від Сьйона.
Дорена має площу 12,6 км², з яких на 4,6% дозволяється будівництво (житлове та будівництво доріг), 22,6% використовуються в сільськогосподарських цілях, 62,1% зайнято лісами, 10,7% не є продуктивними (річки, льодовики або гори).

## Демографія
2019 року в громаді мешкало 1007 осіб (+37,2% порівняно з 2010 роком), іноземців було 14,4%. Густота населення становила 80 осіб/км².
За віковим діапазоном населення розподілялося таким чином: 22,9% — особи молодші 20 років, 62,4% — особи у віці 20—64 років, 14,7% — особи у віці 65 років та старші. Було 434 помешкань (у середньому 2,3 особи в помешканні).
Із загальної кількості 134 працюючих 17 було зайнятих в первинному секторі, 14 — в обробній промисловості, 103 — в галузі послуг.